# Département de Suchitepéquez
Suchitepéquez est un des 22 départements du Guatemala. Son chef-lieu est Mazatenango.

## Municipalités
1. Chicacao
2. Cuyotenango
3. Mazatenango
4. Patulul
5. Pueblo Nuevo
6. Río Bravo
7. Samayac
8. San Antonio Suchitepéquez
9. San Bernadino
10. San Francisco Zapotitlán
11. San Gabriel
12. San José El Idolo
13. San Juan Bautista
14. San Lorenzo
15. San Miguel Panán
16. San Pablo Jocopilas
17. Santa Bárbara
18. Santo Domingo Suchitepequez
19. Santo Tomás La Unión
20. Zunilito